# Charleville (Marne)
Charleville é uma comuna francesa na região administrativa do Grande Leste, no departamento de Marne. Estende-se por uma área de 17.67 km², e possui 244 habitantes, segundo o censo de 2018, com uma densidade de 14 hab/km².